# Di Visnivico
I di Visnivico (o di Visnivico e Ritisbergo) sono un'antica casata del Friuli. La dinastia deriva dalla nobile famiglia dei Burgravi di Lienz e Lueg (visconti di Lienz e Lueg) e assume il nome dall’infeudamento degli omonimi castelli di Visnivico e Ritisbergo per concessione del patriarca di Aquileia Gregorio da Montelongo nel 1267
La famiglia è anche conosciuta come Ronconi di Visnivico
L’antichità della famiglia Ronconi di Visnivico è testimoniata dallo storico Giovan Battista di Crollalanza che riporta "[La famiglia] Era inoltre insignita da tempo remoto del titolo comitale […]" Inoltre la famiglia è presente nell’Enciclopedia nobiliare Spreti
Nel XVII secolo la famiglia Ronconi di Visnivico si trasferisce a Sacile ereditando i possedimenti della famiglia dei nobili Grandis (che si estingue nel XVII secolo) e adottando il cognome Grandis stesso.
La denominazione di Visnivico viene mantenuta come predicato feudale dai Ronconi-Grandis in qualità di Conti di Visnivico e, alla fine del XIX secolo, per successione femminile feudale friulana, passa alla famiglia Granzotto di Sacile, loro discendenti diretti. I Ronconi-Grandis non ebbero infatti eredi maschi e il cognome si estinse.

## Personaggi illustri
Il personaggio più rilevante della famiglia è stato un visconte di Lienz e feudatario di Visnivico, il cui nome è stato tramandato come “Il visconte di Lienz” che visse intorno alla metà del XIII secolo. Fu uno dei più grandi letterati tedeschi dell'epoca. Ebbe l'onore di essere incluso nell'opera dei primi del 1300 denominata Codex Manesse, il più importante canzoniere medioevale in lingua tedesca. In tale opera, in ordine di precedenza, erano presenti le poesie dei maggiori letterati, a cominciare dall'imperatore in persona fino ai maestri poeti non nobili.